# Кріспендорф
Кріспендорф (нім. Crispendorf) — громада в Німеччині, розташована в землі Тюрингія. Входить до складу району Заале-Орла. Складова частина об'єднання громад Раніс-Цигенрюк.
Площа — 11,31 км2. Населення становить Невірний параметр metadata 16 075 013 ос. (станом на 31 грудня 2021).

## Галерея

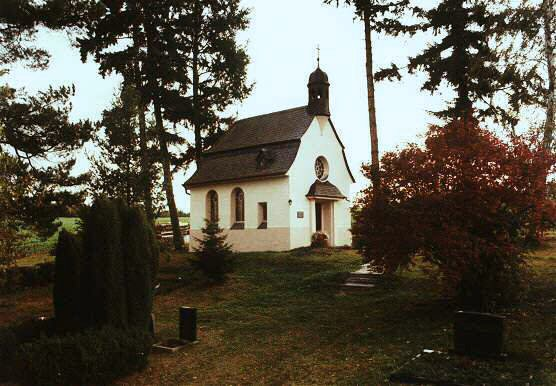